# Porcellio alpinus
Porcellio alpinus är en kräftdjursart som beskrevs av Stanley B. Mulaik 1943. Porcellio alpinus ingår i släktet Porcellio och familjen Porcellionidae. Inga underarter finns listade i Catalogue of Life.